# Перевал (гора)
Перева́л — гора на Среднем Урале, в Горнозаводском округе Свердловской области России. Высота — 604,7 метра.

## География
Гора Перевал расположена в лесистой части Уральского хребта, приблизительно в 16 километрах к югу от Верхнего Тагила и в 8 километрах к западу от Новоуральска. Высота вершины — 604,7 метра над уровнем моря.
Перевал вместе с Заплотным камнем, Бунаром, Карабаем, Красными, Жужинскими и Шаромскими горами образуют Бунарский хребет, протянувшийся с севера на юг приблизительно на 15 километров. По хребту проходит водораздел между Европой и Азией.
На горе Перевал и в её окрестностях произрастает елово-берёзовый лес. В окрестностях горы также начинаются реки бассейна Оби: Тагил и его приток Каменка, а также Бунарка — приток Нейвы.
Гора является труднодоступной. Выйти к горе можно по лесной тропе, ведущей из Новоуральска до обелиска «Европа—Азия», расположенного приблизительно в 2,2 км к востоку-юго-востоку от вершины Перевала. От данного сооружения необходимо пройти на север приблизительно 0,7 км до просеки на границе лесных кварталов, после чего повернуть налево и продолжать движение по этой просеке до вершины.
По восточному склону горы Перевал проходит граница между двумя административно-территориальными единицами Свердловской области: городом Кировградом и ЗАТО городом Новоуральском. По линии административной границы здесь также проходит граница между двумя муниципальными образованиями: муниципальным округом Верхний Тагил и Новоуральским городским округом.